# Flaming Youth (groupe)
Pour les articles homonymes, voir Flaming Youth.
 (avril 2018).
Si vous disposez d'ouvrages ou d'articles de référence ou si vous connaissez des sites web de qualité traitant du thème abordé ici, merci de compléter l'article en donnant les références utiles à sa vérifiabilité et en les liant à la section « Notes et références ».
Flaming Youth était un groupe rock britannique, originaire de Londres, en Angleterre. Durant sa brève carrière, entre 1968 et 1970, il est composé de Ronnie Caryl (guitare et chant), Brian Chatton (piano, claviers et chant), Gordon (Flash) Smith (basse et chant) et Phil Collins (batterie, percussions et chant).

## Biographie
En 1968, Phil Collins et son ami d'enfance, le guitariste Ronnie Caryl, accompagnent le chanteur John Walker, des Walker Brothers, en tournée en Angleterre avec un groupe formé de l'ex-claviériste des Warriors de Jon Anderson, Brian Chatton et du bassiste Gordon « Flash » Smith. Puis à la fin de la tournée, les quatre musiciens décident de continuer ensemble et se cherchent un nom pour leur nouveau groupe. 
Formé en 1968 sous le nom de Hickory, le groupe se distingue en concert dans les différents clubs britanniques avec quelques compositions mais surtout par ses reprises comme Shapes of Things des Yardbirds, Aquarius de la comédie musicale Hair, A Girl Like You des Young Rascals ainsi qu'une chanson des Beatles Norwegian Wood (This Bird Has Flown) avec un solo de batterie de Phil qui terminait souvent leurs concerts. Au début de 1969, deux auteurs Ken Howard et Alan Blaikley leur proposent la maquette d'un album et un contrat de disques. Pour ce nouveau départ, le groupe changera de nom, désormais ils s'appelleront Flaming Youth. Tous les quatre se plongeront à fond dans le projet en élaborant petit à petit, jouant et arrangeant tous les titres. Ils signeront chez Fontana Records, afin de produire l'album Ark II, sorti le 11 octobre 1969. De bonnes critiques sortiront règle générale dans les médias et surtout la surprise viendra en novembre de cette même année où l'album sera classé disque du mois par le célèbre magazine musical britannique Melody Maker. En novembre, le New Musical Express rapporte que l'album sera le sujet d'un documentaire d'une heure, dans lequel le groupe est filmé à Amsterdam aux Pays-Bas.
Il sortira plusieurs 45 tours à l'époque, dont le surnommé cosmic single Guide Me Orion (qui se classera dans les charts anglais pendant plusieurs semaines), puis Man, Woman and Child en juin 1970 (single sorti uniquement en Espagne ; deux inédits des sessions de Ark II) ainsi que From Now on (Immortal Invisible) en décembre 1970. Pour la sortie du disque, le groupe engage le saxophoniste Dave Brook pour quelques concerts notamment au Marquee Club et au Planetarium de Londres, puis le groupe partira en tournée pour quelques dates en Angleterre et en Espagne. Au début de 1970, ils feront quelques émissions de télévisions en Allemagne et aux Pays-Bas. Le rapide succès du groupe s'estompe au fil du temps. Un certain Rod Mayall (le frère de John Mayall) rejoint le groupe comme organiste additionnel mais le manque de concerts fait que la frustration s'installe. Les musiciens cherchent d'autres avenues et Flaming Youth se sépare à l'été 1970.
En 2023, l'album Ark 2 fait l’objet d’une réédition par le label français Musea Records. Il s’agit d’un nouveau remaster avec les deux titres bonus "Man, Woman and Child" et "Drifting".

## Membres
- Ronnie Caryl - à la fin de juillet 1970, Ronnie auditionnera avec Phil pour le groupe Genesis après le départ du cofondateur et guitariste Anthony Phillips et du batteur John Mayhew. Il ne sera pas choisi mais participera tout de même à un de leurs concerts à la fin de cette même année à Aylesbury Angleterre, en remplacement de Mick Barnard, juste avant que le groupe ne rencontre Steve Hackett. Après cela il jouera dans plusieurs formations ; Zox and the Radar Boys (avec Peter Banks (Ex-Yes), Mike Piggott et Phil Collins), dans Sanctuary (avec Preston Ross Heyman) et des stars du rock comme David Hentschel (producteur de Genesis, Andy Summers, etc.), Eugene Wallace, Michel Polnareff, Lulu, Mik Kaminski (ex-Electric Light Orchestra), Eric Clapton, Andy Fairweather-Low, Gary Brooker (Procol Harum), et Stephen Bishop Il participera aux concerts Shoot Up at Elbow Creek et Elvis ainsi qu'à la comédie musicale Good Rockin' Tonight. À partir de 1996, il est invité à rejoindre le groupe de Phil Collins, sur disque pour Dance into the Light et partira en tournée avec lui, il joue aussi sur le dernier album studio de Phil, Going Back en 2010. Il produira deux albums solo Leave a Light On en 1994, et One Step at a Time en 2003.

- Brian Charles Chatton - avant de joindre les rangs de Flaming Youth, il fut membre des Warriors de 1962 à 1967 (avec Jon Anderson futur Yes au chant, David Foster à la basse et Ian Wallace (futur King Crimson) à la batterie. Puis en 1971 dans Jackson Heights avec Lee Jackson (ex-The Nice) au chant et à la basse et John McBurnie au chant et à la guitare, il travailla par la suite avec Meatloaf, Eric Burdon, Jack Bruce, Allan Holdsworth puis avec les Hollies. Il publie trois albums solo, Playing for Time en 1981 (avec Steve Holly et Phil Collins), Spellbound en 1989, et Chatton Classic Covers - Chapter One en 2000. En 1987, il forme le groupe Boys Don't Cry (avec Adrian Lee (ex-Mike and the Mechanics) et Cozy Powell (célèbre batteur ayant joué avec Jeff Beck, Rainbow, ELP)) et produit un album éponyme.

- Phillip David Charles Collins - À la suite de son expérience avec Flaming Youth, en août 1970 il intègre le groupe Genesis à la suite du départ du batteur John Mayhew. Il deviendra officiellement de 1976 à 1996 le chanteur et batteur du groupe. Parallèlement, de 1976 en 1979, il jouera avec Brand X juste après avoir participé à la brève aventure du groupe Zox and the Radar Boys. En 1981, il commence sa carrière solo avec l'album Face Value. À partir de 1985, il redeviendra acteur pour un des épisodes de la série télévisée Deux flics à Miami, puis il aura le premier rôle dans Buster en 1988 et fera une courte apparition en 1991 dans Hook ou la Revanche du Capitaine Crochet de Steven Spielberg. Depuis le début de sa carrière professionnelle, il aura joué avec de nombreuses stars du rock comme Eric Clapton, Paul McCartney, Stephen Bishop, les Who en 1989, Philip Bailey (d'Earth, Wind and Fire), Frida (ex chanteuse d'ABBA), Gary Brooker de Procol Harum, John Martyn, aussi pour la reformation de Led Zeppelin au Band Aid de 1985 ou encore pour ses idoles les Four Tops en 1988, jusqu'au dernier album de son fils Simon Collins sorti en 2008 pour un duo de batterie, sur la pièce The Big Bang.

- Gordon « Flash » Smith - il vit maintenant aux Pays-Bas en Limbourg depuis 1977. Il joue avec les Flying Scotsmen en 1964, des Crawdads en 1966 / 1967 ou encore John Walker (en) (des Walker Brothers). Il joue régulièrement en concert en Europe du Nord fait des sessions studio pour d'autres artistes comme avec Andy Fraser (ex-Free), Stevie Wonder, etc. et en 1999 participe à la comédie musicale Adam et Eva (composée par Seth Gaaikema Klaas van Dijk). Il sort un album solo After the Meantime.